# 2e Vestingsbrigade Kreta
De 2e Vestingsbrigade Kreta (Duits: 2. Festungs-Brigade Kreta) was een Duitse brigadestaf van de Wehrmacht tijdens de Tweede Wereldoorlog.

## Oprichting en krijgsgeschiedenis
De brigade werd op 10 februari 1942 opgericht in Dresden in Wehrkreis IV. Na de oprichting werd de staf verplaatst naar Kreta in Griekenland. Door de verplaatsing van de 1e Vestingsbrigade Kreta naar Kroatië, werd de 2e Vestingsbrigade Kreta op 20 juli 1942 omgedoopt in Vestingsbrigade Kreta.

## Slagorde (juli 1942)
- Panzer-Abteilung Kreta
- (Festungs-)Infanterieregiment 746
- Festungs-Bataillon 621 (Tropen)
- Festungs-Bataillon 622 (Tropen)
- Festungs-Bataillon 623 (Tropen)

## Bovenliggende bevelslagen
| Legerkorps         | Leger     | Legergroep | Plaats/regio | Begin         | Eind         |
| ------------------ | --------- | ---------- | ------------ | ------------- | ------------ |
| direct onder bevel | 12e Leger | OKH        | Kreta        | februari 1942 | 20 juli 1942 |

## Commandanten
| Rang         | Naam             | Begin            | Eind         |
| ------------ | ---------------- | ---------------- | ------------ |
| Generalmajor | Heinrich Lechner | 10 februari 1942 | 20 juli 1942 |

Vestingsbrigade Almers · Vestingsbrigade Belfort · Vestingsbrigade Korfoe · Vestingsbrigade Kreta · 1e Vestingsbrigade Kreta · 2e Vestingsbrigade Kreta · Vestingsbrigade Lofoten · Vestingsbrigade Sebastopol · 135e Vestingsbrigade · 939e Vestingsbrigade · 963e Vestingsbrigade · 964e Vestingsbrigade · 966e Vestingsbrigade · 967e Vestingsbrigade · 968e Vestingsbrigade · 969e Vestingsbrigade · 1017e Vestingsbrigade